# Szent Ildefonz-székesegyház
A Szent Ildefonz-székesegyház az amerikai szárazföld (így egyben Mexikó) legrégebbi temploma, Mérida város egyik műemléke, a Yucatáni főegyházmegye központi temploma.

## Története
Bár a 16. században, Hernán Cortés megérkezése után Hispaniola szigetén már felépült egy templom, de az amerikai szárazföldön elsőként T’Ho maja település köveinek felhasználásával kezdtek bele templom építésébe: ez az épület a mai székesegyház, amely nevét Toledo érsekéről, Szent Ildefonzról kapta. Az építés 1561-ben kezdődött, és 1598-ban fejeződött be.
1656-ban épült a templomhoz tartozó Vízhólyagos Krisztus-kápolna, később a Szent Anna-kápolna, és 1904-ben a keresztelőkápolna. Ezeken kívül volt még két kápolnája a déli oldalon: a Szent József- és a Rózsafüzér-kápolna (ezek a templomot a püspöki palotával kötötték össze), ám ezeket 1916 körül, a forradalom során Salvador Alvarado emberei lerombolták. A Vízhólyagos Krisztus elnevezés is ebből az időből származik: a templomot ugyanis fel is gyújtották, és ennek következtében az ottani Krisztus-ábrázoláson vízhólyaghoz hasonló tünetek jelentek meg.
A bejárat fölött II. Fülöp spanyol király kőből faragott címerét helyezték el, ám 1822-ben, miután Mexikó kivívta függetlenségét, ezt az új ország sasos címerére cserélték le. A toronyóra szerkezetét 1731-ben készítették Londonban, 1871-ig működött. Mielőtt az elektromosan vezérelt harangozást bevezették volna, külön harangozót kellett alkalmazni: ő egy 2,5 m × 4,5 m-es szobában lakott, amelynek berendezése egy függőágyból és egy kis orgonából állt. A harangozó feladata volt minden mise előtt felmászni a toronyba és megkongatni a harangokat. Volt olyan időszak, amikor óránként tartottak misét a templomban.
A kórust 1903 és 1905 között építették ki, itt helyezték el a székesegyház első, Németországból származó orgonáját is. A forradalom során azonban ez is megsemmisült, ezért 1938-ban ugyanaz a mester, aki az elsőt is felépítette, épített egy újat.

## Leírás
A háromhajós épület Mérida történelmi városközpontjában, a Plaza Grande tér keleti oldalán áll. Többféle stílus is megfigyelhető rajta: a reneszánsz és a manierizmus mellett az úgynevezett herrerista is, utalva azokra a hasonlóságokra, amelyek Juan de Herrera spanyol építész munkáival megfigyelhetők. Belső tereiben és tornyain ezenkívül mór stílusjegyek is felbukkannak.
A főhomlokzaton, Szent Péter és Szent Pál szobra között található Puerta del Perdón („megbocsátás kapuja”) csak különleges alkalmakkor nyílik meg. Mellette négy oszlop áll, amelyek négy apostolt jelképeznek. Az északi falon, ahol több fakereszt is látható, egy régóta zárt bejárat található, ami egy forráshoz vezetett.
Belsejében egy 18. századi olajkép mellett egy olyan festmény is látható, amely Tutul-Xiu maní kacikát ábrázolja Francisco de Montejo konkvisztádor t’hói tábora előtt. A forradalomban azonban sok értékes műalkotás megsemmisült, többek között a retabló és a Vízhólyagos Krisztus is, amely helyett ma csak egy másolat látható. A templombelső legfigyelemfelkeltőbb alkotása egy 12 méteres, mahagóniból készült kereszt, amelyen egy 8 méteres, nyírfából készült Krisztus-szobor látható, José Ramón Lapayese del Río 20. század közepéről származó műve. Vannak, akik szerint ez a legnagyobb fából készült Krisztus-szobor egész Amerikában.

## Képek

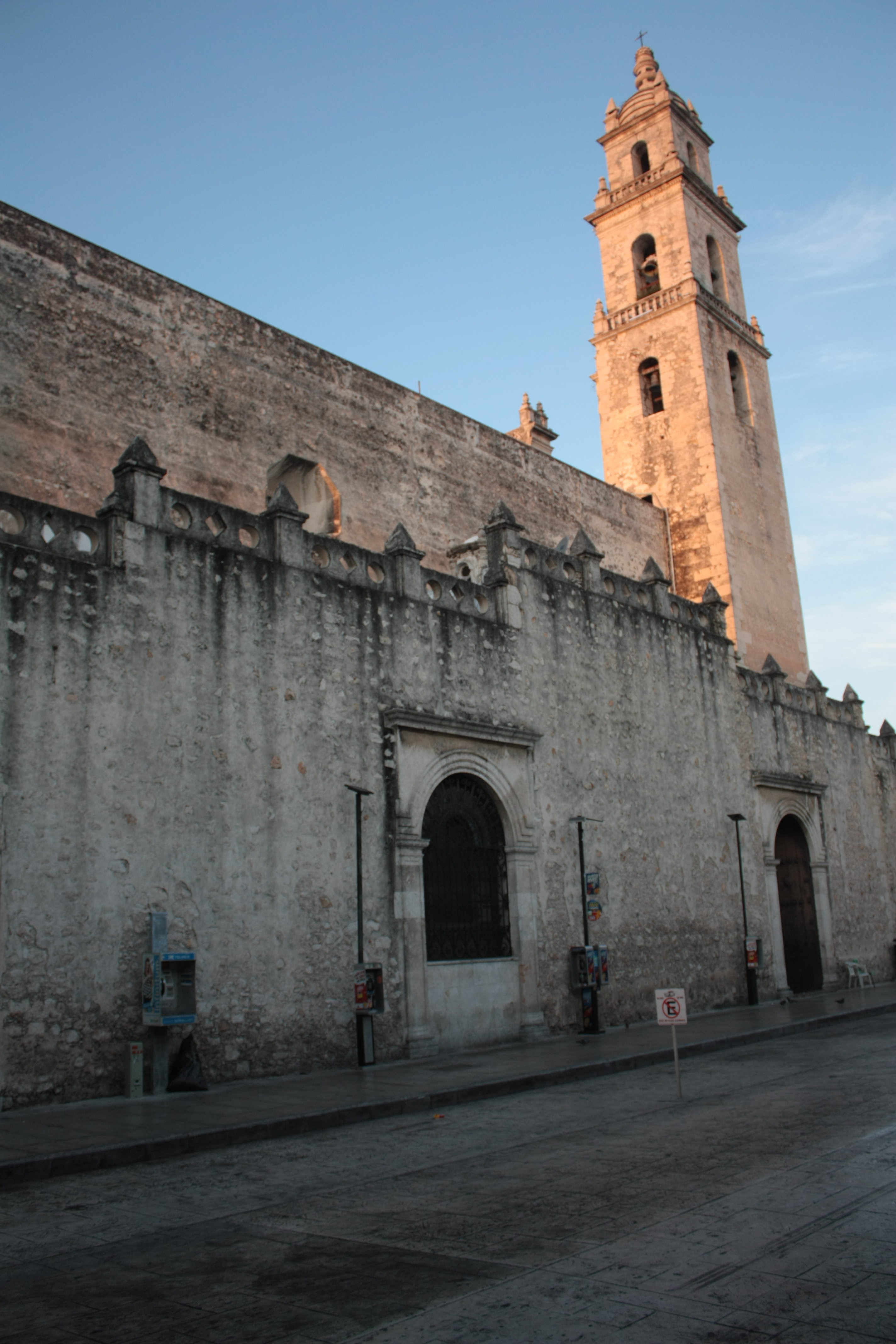
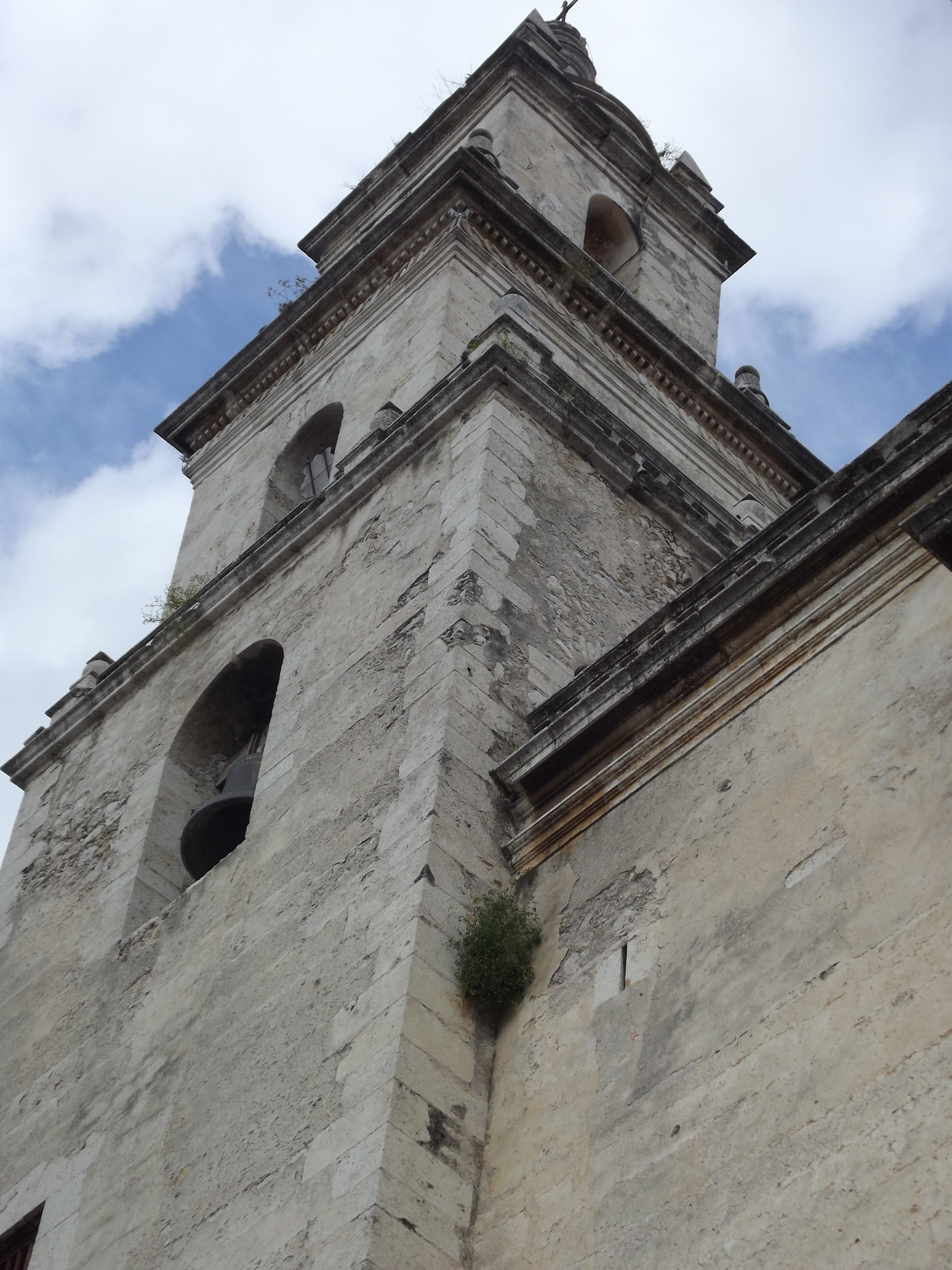
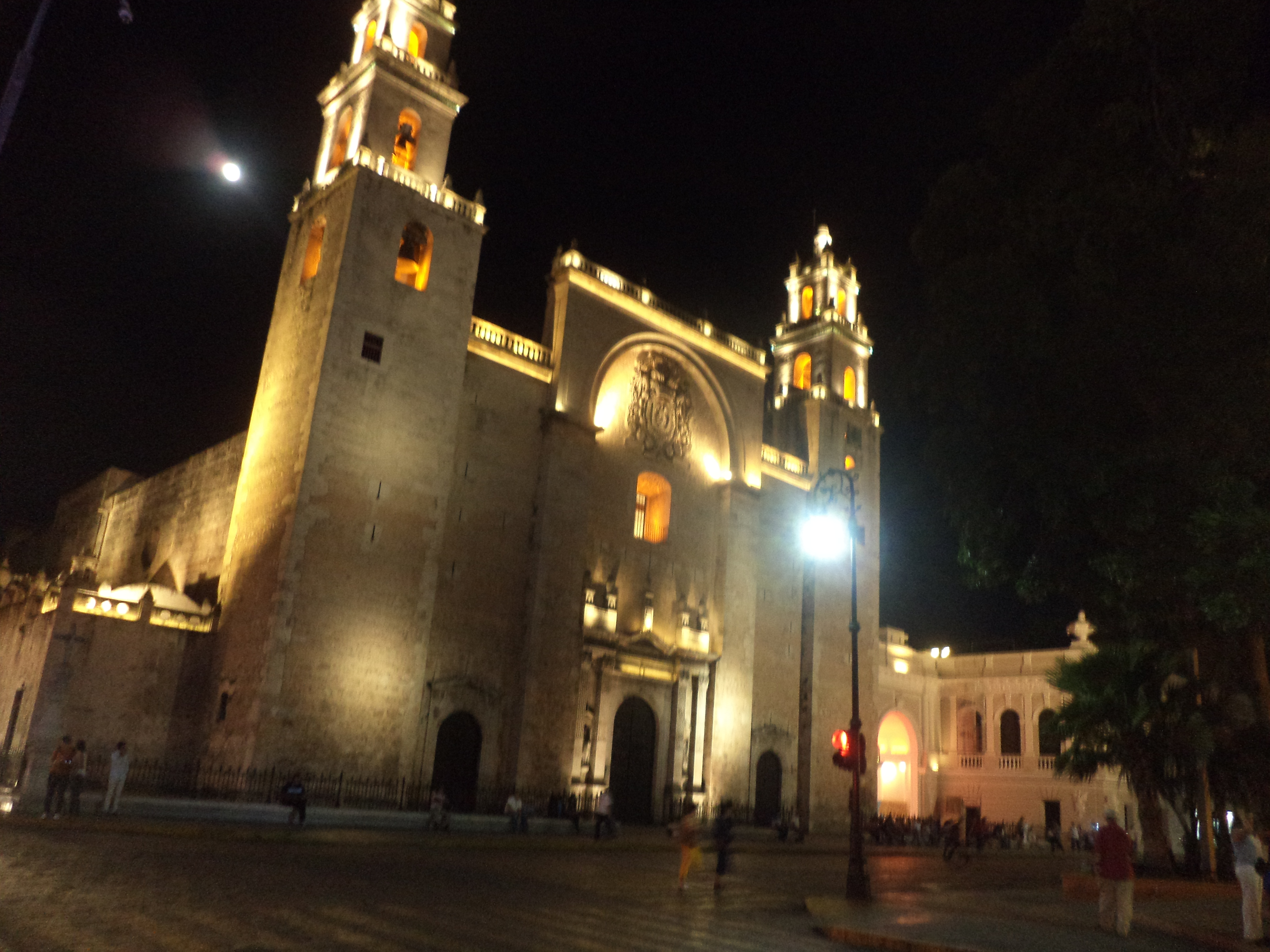
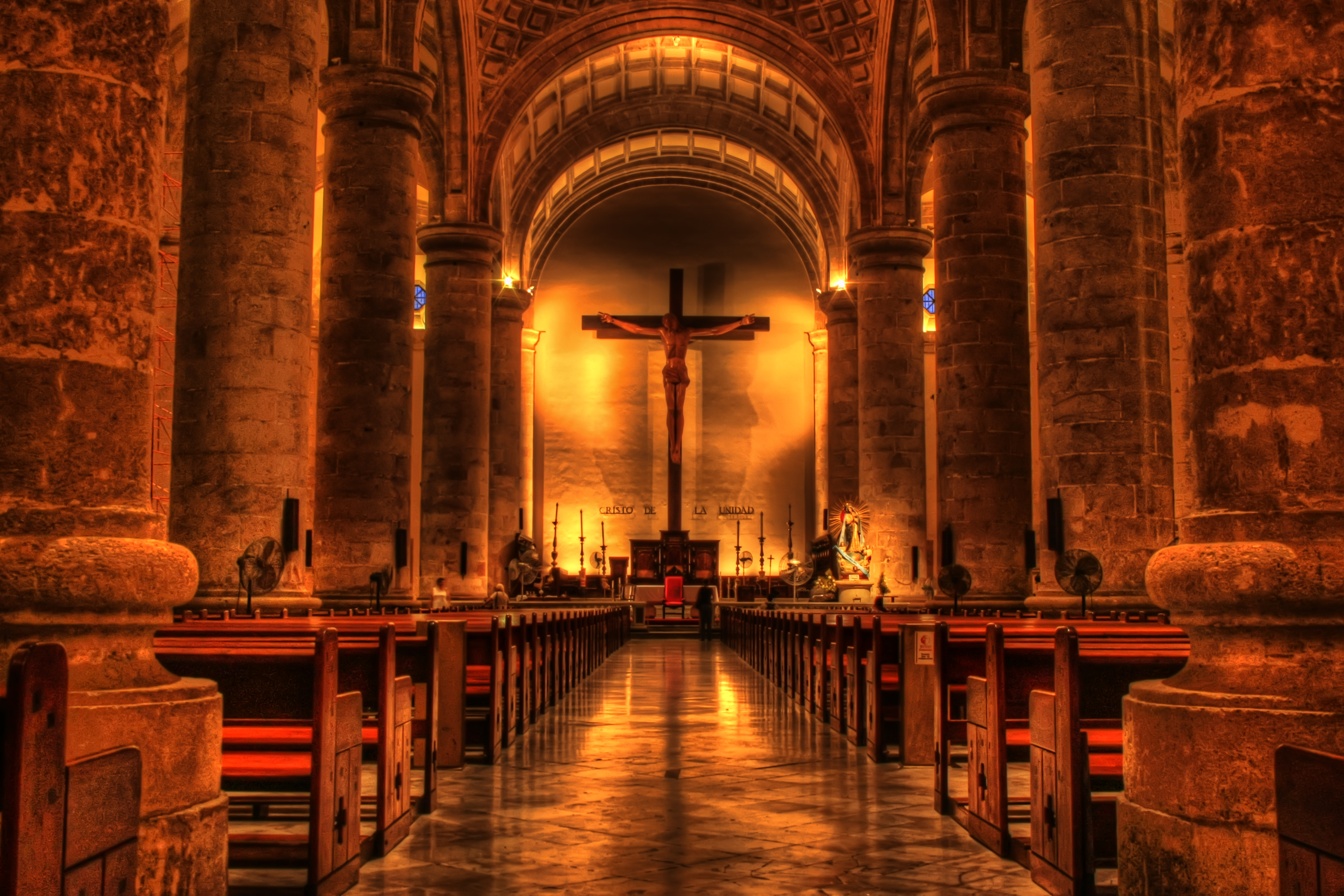